# حوزه انتخابیه پنجاهم کالیفرنیا
حوزه انتخابیه پنجاهم کالیفرنیا یک حوزه انتخابیه مجلس نمایندگان آمریکا است که در ایالت کالیفرنیا قرار دارد.